# Правителство на Константин Стоилов 2
Второто правителство на Константин Стоилов е шестнадесето правителство на Княжество България, назначено с Указ № 4 от 19 май 1894 г. на княз Фердинанд Сакскобургготски. Управлява страната до 9 декември 1894 г., след което е наследено от третото правителство на Константин Стоилов.

## Политика
Основната причина за образуването на новото правителство е желанието на княз Фердинанд I да избегне опеката на Стефан Стамболов и да бъде признат от Русия за български владетел.

### Вътрешна политика
Коалционният кабинет предприема редица мерки за стабилизиране на вътрешно политическата обстановка и намаляване влиянието на Народнолибералната партия. Освободени са интернираните от стамболовистите политически дейци, ограничена е обществената и политическата дейност на ръководителите ѝ и се прочиства държавният апарат от техни привърженици. Приет е „Закон за съдене на незаконно забогателите чиновници“. Възобновяват или реорганизират дейността си политическите партии, репресирани при управлението на Стефан Стамболов (Либералната партия на д-р Радославов, Каравеловската партия и Либераланата партия на Драган Цанков).

### Външна политика
Първият опит за възстановяване на добрите българо-руски отношения, а оттам – и за признаване на княза за законен български владетел, са направени през есента на 1894 г. На 21 октомври 1894 г. княз Фердинанд I и Народното събрание изпращат съболезнователни телеграми до руското правителство и императорския двор във връзка със смъртта на император Александър III. Няколко дни по-късно министър-председателят на княжеството д-р Стоилов в реч пред Народното събрание официално изразява намеренията на правителството да подобри българо-руските отношения. Руската дипломация първоначално приема хладно опитите за сближаване от страна на България – отхвърлено е предложението за среща на правителствено равнище в Петербург. Едва след приема на „Закона за амнистията“ (декември 1894 г.) и след завръщането в Княжеството на емигрантите през периода на стамболовския режим русофили се създават реални условия за помирение между двете славянски държави.

### 1894, разпускане на правителството
През шестте месеца на управление кабинетът успява да реши основните вътрешно- и външнополитически проблеми. Основната причина за това е разнородният му партиен състав и произтичащите от това борби за повече министерски и депутатски места. (през септември 1894 г. се провеждат избори за VIII обикновено народно събрание). Поради разногласия в правителството на 5 декември 1894 г. д-р Стоилов подава оставка. Четири дни по-късно князът му възлага да състави кабинет от представители на Народната партия.

## Съставяне
Правителството на Стоилов е образувано от представители на Народната (народяшката) партия, Съединистката партия и Съединената легална опозиция, непосредствено след оставката на Стефан Стамболов. Съставено е от онези противници на бившия министър-председател, които поддържат княза. Останалите фракции, които са били в опозиция при Стамболов, но не признават Фердинанд – каравелисти и цанковисти – остават извън закона, а водачите им са в затвора или в изгнание, въпреки частичното либерализиране на печата и обществения живот при Стоилов.

### Кабинет
Сформира се от следните 5 министри и един председател.
| министерство                          | име | име                     | партия                          |
| ------------------------------------- | --- | ----------------------- | ------------------------------- |
| председател на Министерския съвет     |     | Константин Стоилов      | Народна партия                  |
| външни работи и изповедания           |     | Григор Начович          | Народна партия                  |
| финанси                               |     | Иван Евстатиев Гешов    | Народна партия                  |
| вътрешни работи                       |     | Константин Стоилов      | Народна партия                  |
| народно просвещение                   |     | Васил Радославов (упр.) | Либерална партия (радослависти) |
| правосъдие                            |     | Васил Радославов        | Либерална партия (радослависти) |
| военен                                |     | Рачо Петров             | военен                          |
| търговия и земеделие                  |     | Димитър Тончев          | Либерална партия (радослависти) |
| обществени сгради, пътища и съобщения |     | Григор Начович (упр.)   | Народна партия                  |

### Промени в кабинета

#### от 17 септември 1894
| министерство                          | име | име                 | партия                          |
| ------------------------------------- | --- | ------------------- | ------------------------------- |
| народно просвещение                   |     | Васил Радославов    | Либерална партия (радослависти) |
| правосъдие                            |     | Петър Пешев         | Либерална партия (радослависти) |
| обществени сгради, пътища и съобщения |     | Константин Величков | Народна партия                  |

#### от 2 октомври 1894
| министерство         | име | име                         | партия         |
| -------------------- | --- | --------------------------- | -------------- |
| търговия и земеделие |     | Иван Евстатиев Гешов (упр.) | Народна партия |